# ديف نيلسون (لاعب كرة قاعدة)
ديف نيلسون (بالإنجليزية: Dave Nilsson)‏ هو لاعب كرة قاعدة أسترالي، ولد في 14 ديسمبر 1969 في بريزبان في أستراليا.

## وصلات خارجية
- ديف نيلسون على موقع دوري كرة القاعدة الرئيسي (الإنجليزية)
- ديف نيلسون على موقع الدوري الياباني لكرة القاعدة (الإنجليزية)
- ديف نيلسون على موقعبيزبول رفرنس.كوم (الدوري الرئيسي) (الإنجليزية)
- ديف نيلسون على موقعبيزبول رفرنس.كوم (الدوري الثانوي) (الإنجليزية)
- ديف نيلسون على موقع جمعية أبحاث البيسبول الأمريكية (الإنجليزية)
- ديف نيلسون على موقع مشجعي الرسوم البيانية (الإنجليزية)
- ديف نيلسون على موقع أوليمبيديا (الإنجليزية)
- ديف نيلسون على موقع قاعة أستراليا للمشاهير الرياضية (الإنجليزية)